# سیارک ۳۱۸۶
سیارک ۳۱۸۶ (به انگلیسی: 3186 Manuilova، نامگذاری:1973SD3) سه هزار و صد و هشتاد و ششمین سیارک کشف شده‌است که در ۲۲ سپتامبر ۱۹۷۳ کشف شد.
قدر مطلق سیارک برابر ۱۲٫۳۰ است.